# 1829 au royaume uni des Pays-Bas
Chronologie des Pays-Bas
- 1825
- 1826
- 1827
- 1828
- 1829
- 1830
- 1831
- 1832
- 1833

Cette page recense des événements qui se sont produits durant l'année 1829 au royaume uni des Pays-Bas.

## Chronologie
- Mars 1829 : première vague de pétitions émanant des milieux catholiques et libéraux du Sud du pays. Ils réclament notamment l'application du Concordat, la responsabilité ministérielle, la liberté de la presse écrite, d'enseignement et de langue[1].
- 1er septembre : inauguration du Jardin botanique de Bruxelles.

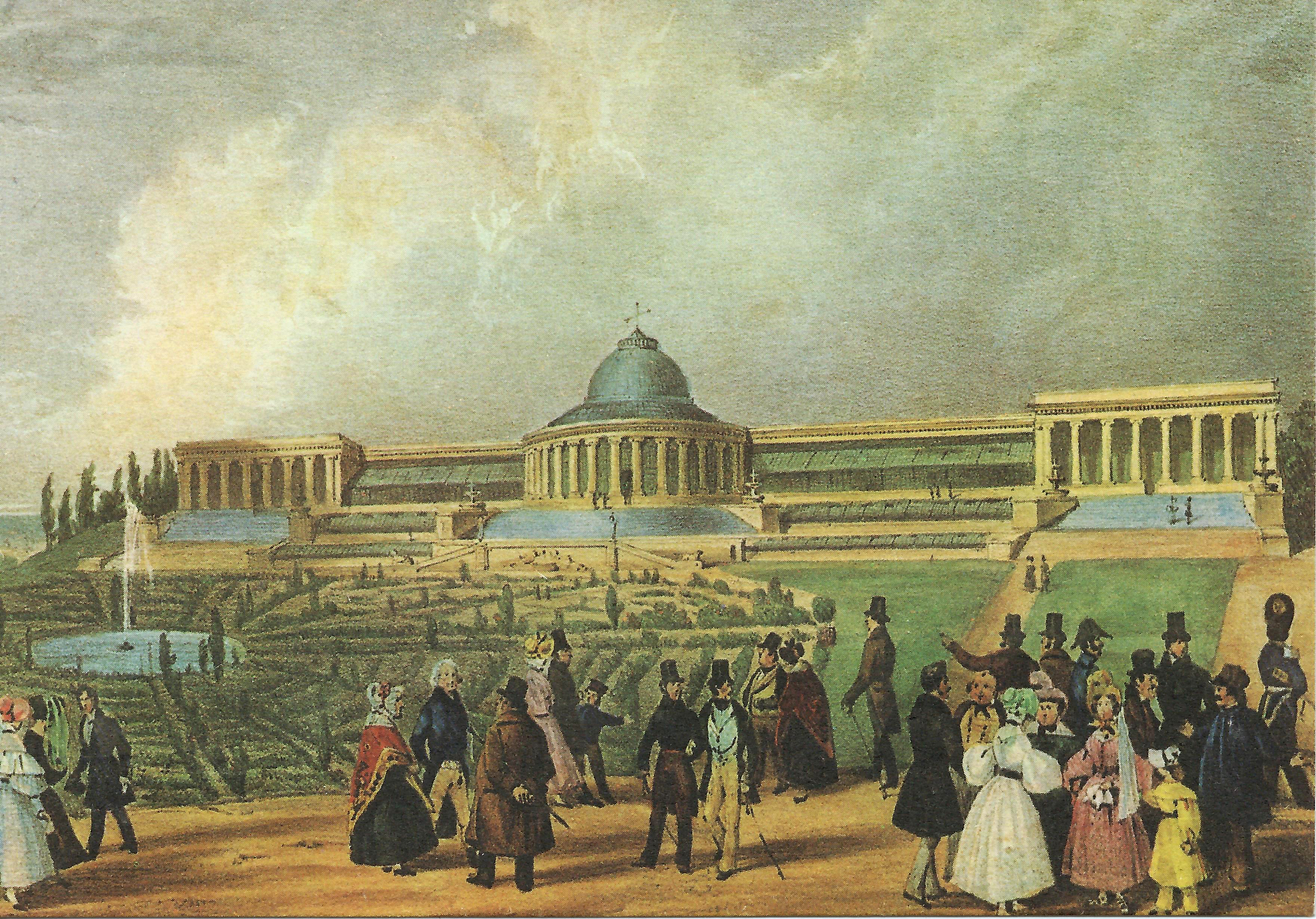
Le Jardin botanique de Bruxelles au XIXe siècle.

- Octobre 1829 : deuxième vague de pétitions à l'initiative du clergé de Flandre-Occidentale. Plus de 360 000 signatures sont récoltées, dont deux tiers en Flandre[1].
- 11 décembre : message royal destiné à lutter contre les accusations venant du Sud du pays. Le roi fait d'importantes concessions en matière de religion, de langue, d'enseignement et d'impôts, mais aucune en matière de responsabilité ministérielle[1].
- Fin décembre 1829 : publication de la Lettre de Démophile au roi sur le nouveau projet de loi contre la presse et le message royal qui l'accompagne. Dans cette lettre, le journaliste Louis de Potter explique que si la responsabilité ministérielle n'est pas mise en place, la séparation administrative entre le Nord et le Sud risque de se produire[2].
- Création à Bruxelles de l'entreprise de maroquinerie Delvaux.
- Création à Bruxelles de la biscuiterie Dandoy.

## Naissances
- 25 janvier : Carlos de Haes, peintre espagnol d'origine belge († 17 juin 1898).
- 17 février : Auguste d'Anethan, diplomate belge († 11 juin 1906).
- 21 février : Auguste Verbrugghen, homme politique belge († 23 octobre 1901).
- 3 mai : Louis Hymans, historien, romancier et journaliste belge († 22 mai 1884).
- 5 mai : J. L. C. Pompe van Meerdervoort, médecin et chimiste néerlandais († 7 octobre 1908).
- 6 mai : Théophile Libbrecht, homme politique belge († 31 octobre 1907).
- 17 mai : Pierre Van Humbeeck, homme politique belge († 5 juillet 1890).
- 3 juin : Joseph Ascher, compositeur et pianiste néerlandais († 20 juin 1869).
- 13 juillet : Auguste Danse, dessinateur, aquafortiste et buriniste belge († 2 août 1929).
- 21 juillet : François Crombez, homme politique belge († 19 janvier 1870).
- 26 juillet : Auguste Beernaert, homme politique belge († 6 octobre 1912).
- 21 septembre : Taco Mesdag, peintre néerlandais († 4 août 1902).
- 11 octobre : Léon van Ockerhout, homme politique belge († 11 février 1919).
- 14 novembre : Hendrik Dirk van Elten Kruseman, peintre néerlandais († 12 juillet 1904).

## Décès
- 13 février : Hendrik Jan Colmschate, homme politique (° 4 décembre 1754).
- 13 mars : Augustijn Besier, homme politique (° 19 mai 1756).
- 12 juin : Guillaume Wittouck, avocat (° 30 octobre 1749).
- 1er novembre : Jean-Baptiste Beyens, avocat (° 5 juin 1766).